# 格里姆賽島 (蘇格蘭)

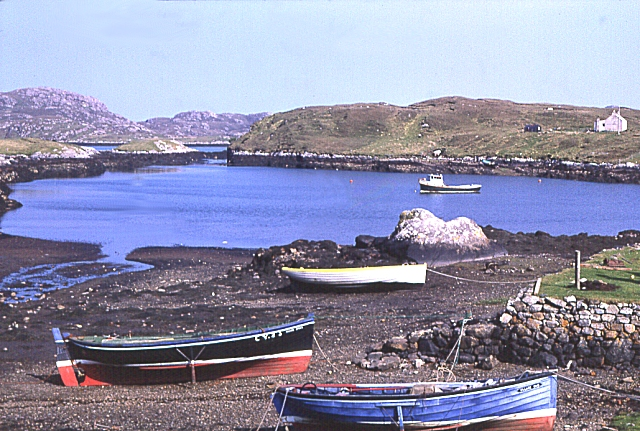

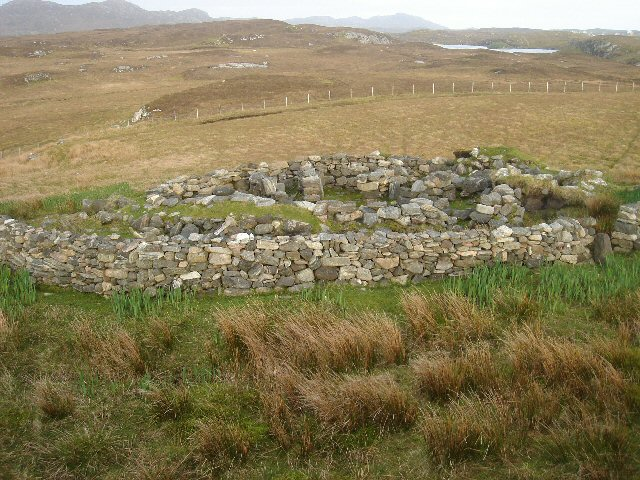

格里姆賽島是蘇格蘭的島嶼，位於北尤伊斯特島和本貝丘拉島之間的大西洋海域，面積8.33平方公里，最高點海拔高度22米，2001年人口201。
57°29′31″N 7°14′39″W / 57.49194°N 7.24417°W